# Hanaiceratina
Hanaiceratina is een geslacht van kreeftachtigen uit de klasse van de Ostracoda (mosselkreeftjes).

## Soorten
- Hanaiceratina arenacea (Brady, 1880) Mckenzie, 1974
- Hanaiceratina henryhowei Mckenzie, 1974 †
- Hanaiceratina posterospinosa Mckenzie, 1974 †